# Gmina Janów (Powiat Sokólski)
Die Gmina Janów ist eine Landgemeinde im Powiat Sokólski der Woiwodschaft Podlachien in Polen. Ihr Sitz ist das gleichnamige Dorf (litauisch Januvas; belarussisch Янаў).

## Synagoge
Eine aus der Mitte des 18. Jahrhunderts im Dorf Janów erbaute hölzerne Synagoge wurde im Zweiten Weltkrieg nach der Besetzung des Ortes durch deutsche Tuppen abgebrannt.

## Gliederung
Zur Landgemeinde Janów gehören 35 Dörfer mit einem Schulzenamt:
Białousy
Budno
Cieśnisk Wielki
Franckowa Buda
Gabrylewszczyzna
Janów
Jasionowa Dolina
Kamienica
Kizielany
Kizielewszczyzna
Krasne
Kumiałka
Kumiałka-Kolonia
Kuplisk
Kuplisk-Kolonia
Łubianka
Marchelówka
Nowokolno
Nowowola
Nowy Janów
Ostrynka
Podłubianka
Przystawka
Rudawka
Sitawka
Sitkowo
Skidlewo
Soroczy Mostek
Sosnowe Bagno
Studzieńczyna
Szczuki
Teolin
Trofimówka
Trzcianka
Wasilówka
Zielony Gaj
Weitere Orte der Gemeinde sind:
Brzozowe Błoto
Budzisk-Bagno
Budzisk-Strużka
Chorążycha
Cieśnisk Mały
Cimoszka
Czerteż
Dąbrówka
Giełozicha
Kładziewo
Kwasówka
Podbudno
Podtrzcianka
Sitawka